# Casetas Derramada
Casetas Derramada (llamado oficialmente A Caseta) es un lugar español situado en la parroquia de Junquera de Espadañedo, del municipio de Junquera de Espadañedo, en la provincia de Orense, Galicia.

## Demografía
| Gráfica de evolución demográfica de Casetas Derramada entre 2000 y 2022 |
|                                                                         |
| Datos según el nomenclátor publicado por el INE.                        |